# Helena Nelipčićová
Helena Nelipčićová (chorvatsky Jelena Nelipčić, † 1422) byla chorvatská šlechtična z rodu Nelipčićů se sídly v dalmatském Záhoří, později prvním sňatkem vévodkyně ze Splitu a druhým sňatkem bosenská královna.

## Původ
Helena byla dcerou knížete Jana II. Nelipčiće a jeho manželky Markéty ze šlechtického rodu Meriniů ze Splitu. Její otec byl syn Jana I. Nelipčiće. Její bratr Jan III. Nelipčić byl chorvatský bán s rozsahem vlády od pohoří Velebit po řeku Cetinu.

## Vévodkyně ze Splitu
V roce 1401 se Helena provdala za knížete Hrvoje Vukčiće Hrvatiniće, hlavního člena chorvatského šlechtického rodu Hrvatinićů, a prvního ze tří největších feudálů středověké Bosny, což znamenalo významné věno. Hrvoje Vukčić Hrvatinić byl chorvatský bán, velkovévoda bosenský a o dva roky později byl povýšen na splitského vévodu. Helena byla římská katolička, ale její manžel byl členem bosenské církve.
V roce 1416 však Helenin manžel zemřel a ona se stala bohatou vdovou s rozsáhlým panstvím po zesnulém manželovi. Velmi brzy se stala předmětem návrhů ke sňatku.

## Královna Bosny
Vévodkyně Helena se provdala za bosenského krále Štěpána Ostoju a stala se tak bosenskou královnou. Její věno zahrnovalo majetek jejího prvního manžela, jako například královské město Jajce. Toto věno také bylo důvodem, proč se o ni Štěpán Ostoja ucházel, přestože byl ženatý. Proto se se svou manželkou Kujavou rozvedl. Také on byl členem bosenské církve.

## Druhé vdovství
Po dvou letech manželství, v roce 1418, se Helena znovu stala vdovou. Nástupcem jejího zesnulého manžela byl Štěpán Ostojić, jeho syn s první manželkou Kujavou. Jako královna vdova neměla Helena ani vliv, ani moc. Kujava, matka nového krále a se opět stala mocnou a s Helenou se dostávala do častých konfliktů. Ty skončily v létě 1419, kdy Helenu nechal její nevlastní syn uvěznit. O tři roky později bývalá za záhadných okolností královna Helena ve vězení zemřela.

## Potomci
Je možné, že Balša Hercegović byl Heleniným synem z prvního manželství, což se však zatím nepodařilo prokázat. Kromě něj nejsou známy žádné další děti.